# Henri Montan Berton
Henri Montan Berton (Parijs, 17 september 1767 – aldaar, 22 april 1844) was een Frans componist, professor in de muziek, dirigent en librettist.

## Levensloop
Zijn vader Pierre Montan Berton (1727-1780) was eveneens componist en directeur van de Parijse opera. Naast lessen van zijn vader kreeg hij vioolles van Jean-Baptiste Rey. Van Antonio Sacchini kreeg hij compositieles. Hij speelde na het overleden van zijn vader viool in het orkest van de Parijse opera.
Eveneens heeft hij gecomponeerd. In 1784 publiceerde hij de opera Le Premier navigateur en in 1786 de cantate Le Mercure de France. Henri Montan Berton deed tijdens de Franse revolutie pogingen in het nieuwe genre van de dramatische reddings- en bevrijdingsopera. In 1795 werd hij als professor aan het Conservatoire national supérieur de musique in Parijs benoemd en hij leerde daar harmonieleer. In 1807 werd hij dirigent van de Opera comique. Twee jaar later, in 1809, dirigeerde hij het koor aan de Grand Opéra. In 1817 kwam hij terug aan het Conservatoire national supérieur de musique, werd opvolger van Étienne Nicolas Méhul en gaf seminaren voor het componeren. Een van zijn leerlingen was César Franck.
In zijn De la musique mécanique et de la musique philosophique (1826) getuigt hij van zijn grote bewondering voor Wolfgang Amadeus Mozart. Hij schreef ook de tekst van een cantate van Hector Berlioz, La Mort d’Orphée.
In 1837 werd hij onderscheiden met een benoeming tot Officier in het Franse Legioen van Eer.
Hij schreef rond 50 opera's, 4 balletten, 5 oratoria, cantates, missen en - in de traditie van andere revolutiecomponisten - werken voor harmonieorkest.
Hij was de vader van François Berton, een componist en leraar van enige reputatie.

## Composities

### Werken voor harmonieorkest
- 1795 Marche militaire, voor harmonie- of fanfareorkest
- 1796 Hymne du 21 janvier, voor harmonieorkest en gemengd koor - tekst: Lebrun
- 1799 Hymne pour la fête de l'Agriculture 28 juni 1796, voor harmonieorkest en gemengd koor - tekst: Lebrun
- 1809 Hymne à Apollon, voor harmonieorkest en koor

### Cantates
- 1786 Absalon (La mort d’Absalon), cantate voor het Concert Spirituel in 1786
- 1786 Le Mercure de France, cantate
- 1787 Anne de Boulen (Bohlen), cantate
- 1791 La gloire de Syon, cantate
- 1791 David dans le temple, cantate
- 1791 Le sacrifice de Jephté, cantate
- 1791 Les bergers de Bethléem, cantate
- 1791 Orphée dans les bois (L’écho sacré), cantate
- 1791 Marie de Seymours, cantate
- 1803 Le retour de Thésée, cantate (manuscrit à Bruxelles, bibliothèque du Conservatoire)
- 1804 Trasibule, cantate - (fêtes du couronnement de Napoléon) (manuscrits aux bibliothèques Royale de Bruxelles et du Conservatoire de Paris)
- 1807 Le chant de retour, cantate
- 1810 Cantate pour le mariage de Napoléon et de Marie-Louise, cantate - (manuscrit à la bibliothèque nationale de Paris)
- 1815 Lutèce, cantate

### Muziektheater

#### Opera's
| Voltooid in | titel | aktes   | première | libretto |
| ----------- | --- | ------- | --- | --- |
| 1784        | Le Premier navigateur | 1 akte  | | N.-F. Guillard                                                                                                   |
| 1787        | Les Promesses de mariage | 2 aktes | 14 juli 1787, Parijs, Opéra-Comique                                                                                | Desforges pseudoniem van Pierre-Jean-Baptiste Choudard                                                           |
| 1787        | La Dame invisible ou L'Amant à l'épreuve | 2 aktes | 5 december 1787, Parijs, Opéra-Comique                                                                             | Pierre-Louis Moline en Claude-François Fillete, genoemd: "Loraux jeune" naar «Le Roman comique» van Paul Scarron |
| 1790        | Les Brouilleries | 3 aktes | 1 maart 1790, Parijs, Opéra-Comique; ingekort op 2 aktes, 4 maart 1790                                             | Charles-Joseph Lœillard d'Avrigny                                                                                |
| 1790        | Les Rigueurs du cloître | 2 aktes | 23 augustus 1790, Parijs, Opéra-Comique                                                                            | Joseph Fiévée |
| 1790        | Le Nouveau d'Assas | 1 akte  | 15 oktober 1790, Parijs, Opéra-Comique                                                                             | Jean-Claude Bédéno Déjaure                                                                                       |
| 1791        | Les Deux Sentinelles | 1 akte  | 27 maart 1791, Parijs, Opéra-Comique                                                                               | François-Guillaume-Jean-Stanislas Andrieux                                                                       |
| 1792        | Les Deux Sous-lieutenants ou Le Concert interrompu | 1 akte  | 19 mei 1792, Parijs, Opéra-Comique; rev. versie: 31 mei 1802, Parijs, Opéra-Comique                                | Etienne-Guillaume-François de Favières                                                                           |
| 1793        | Eugène ou La Piété filial | 3 aktes | 11 maart 1793, Parijs, Opéra-Comique                                                                               | Charles-Joseph Lœillard d'Avrigny                                                                                |
| 1794        | Le Congrès des rois; (in samenwerking met: Matthieu Frédéric Blasius, Luigi Cherubini, Nicolas-Marie Dalayrac, Prosper-Didier Deshayes, François Devienne, André Ernest Modeste Grétry, Louis Emmanuel Jadin, Rudolphe Kreutzer, Étienne Nicolas Méhul, Jean-Pierre Solié en Armand-Emmanuel Trial) | 3 aktes | 26 februari 1794, Parijs, Opéra-Comique                                                                            | Antoine-François Eve, genoemd Desmaillot                                                                         |
| 1794        | Agricol Viala ou Le Héros de la Durance (in samenwerking met: Louis Emmanuel Jadin) | 1 akte  | 1 juli 1794, Parijs, Opéra-Comique                                                                                 | Claude-François Fillete, genoemd: "Loraux jeune"                                                                 |
| 1796        | Christophe et Jérôme ou La Femme hospitalière | 1 akte  | 26 oktober 1796, Parijs, Opéra-Comique                                                                             | Etienne-Guillaume-François de Favières                                                                           |
| 1797        | Ponce de Léon | 3 aktes | 15 maart 1797, Parijs, Opéra-Comique                                                                               | van de componist                                                                                                 |
| 1797        | Le Dénouement inattendu | 1 akte  | 10 november 1797, Parijs, Opéra-Comique                                                                            | Joigny |
| 1798        | Le Rendez-vous supposé ou Le Souper de famille | 2 aktes | 5 augustus 1798, Parijs, Opéra-Comique                                                                             | Jean-Baptiste Pujoulx                                                                                            |
| 1799        | Montano et Stéphanie | 3 aktes | 15 april 1799 Parijs, Opéra-Comique; veranderingen in de 3e akte door "Legouvé", 4 mei 1800, Parijs, Opéra-Comique | Jean-Claude Bédéno Dejaure                                                                                       |
| 1799        | La Nouvelle au camp ou Le Cri de vengeance | 1 akte  | 14 juni 1799, Parijs, Opéra-Comique                                                                                | |
| 1799        | L'Amour bizarre ou Les Projets dérangés | 1 akte  | 30 augustus 1799, Parijs, Opéra-Comique                                                                            | Charles-Louis Lesur                                                                                              |
| 1799        | Le Délire ou Les Suites d'une erreur | 1 akte  | 7 december 1799, Parijs, Opéra-Comique                                                                             | Jacques-Antoine de Révérony de Saint-Cyr                                                                         |
| 1800-1801   | Le Grand Deuil | 1 akte  | 21 januari 1801, Parijs, Opéra-Comique                                                                             | Charles-Guillaume Etienne en Jean Baptiste Charles Vial                                                          |
| 1802        | Le concert interrompu | 1 akte  | 31 mei 1802, Parijs, Opéra-Comique                                                                                 | Benoît-Joseph Marsollier en Etienne-Guillaume-François de Favières                                               |
| 1803        | Aline, reine de Golconde | 3 aktes | 3 september 1803, Parijs, Opéra-Comique                                                                            | Jean Baptiste Charles Vial en Etienne-Guillaume-François de Favières naar een verhaal van Michel-Jean Sedaines   |
| 1804        | La Romance | 1 akte  | 26 januari 1804, Parijs, Opéra-Comique                                                                             | Claude-François Fillete, genoemd: "Loraux jeune"                                                                 |
| 1805        | Le Vaisseau Amiral Forbin et Delville ou L'Intrigue à bord | 1 akte  | 2 april 1805, Parijs, Opéra-Comique                                                                                | Jacques-Antoine de Révérony de Saint-Cyr                                                                         |
| 1805        | Délia et Verdikan | 1 akte  | 9 mei 1805, Parijs, Opéra-Comique                                                                                  | Pierre-Jean-Baptiste-François Elleviou                                                                           |
| 1806        | Les Maris garçons | 1 akte  | 15 juli 1806, Parijs, Opéra-Comique                                                                                | Charles Gaugiran-Nanteuil                                                                                        |
| 1808        | Le Chevalier de Sénanges ou L'Intrigue aux portes | 3 aktes | 25 juli 1808, Parijs, Opéra-Comique                                                                                | Alexandre-Joseph-Pierre vicomte de Ségur jeune en Louis-Nicolas-Philippe-Auguste comte de Forbin                 |
| 1808        | Ninon chez Madame de Sévigné | 1 akte  | 26 september 1808, Parijs, Opéra-Comique                                                                           | Emmanuel Dupaty pseudoniem van Louis Emmanuel Felicité Charles Mercier                                           |
| 1808-1809   | Françoise de Foix | 3 aktes | 28 januari 1809, Parijs, Opéra-Comique                                                                             | Jean-Nicolas Bouilly en Louis Emmanuel Felicité Charles Mercier genoemd: Emmanuel Dupaty                         |
| 1910-1811   | Le Charme de la voix | 1 akte  | 24 januari 1811 Parijs, Opéra-Comique                                                                              | Jean-Nicolas Bouilly en Louis Emmanuel Felicité Charles Mercier genoemd: Emmanuel Dupaty                         |
| 1811        | La Victime des arts ou La Fête de famille; (in samenwerking met Nicolas Isouard) | 2 aktes | 27 februari 1811, Parijs, Opéra-Comique                                                                            | L. M. d'Estourmel                                                                                                |
| 1813        | Valentin ou Le Paysan romanesque | 3 aktes | 13 september 1813, Parijs, Opéra-Comique; ingekort op 2 aktes: 4 december 1819, Parijs, Opéra-Comique              | Louis-Benoît Picard en Claude-François Fillete, genoemd: Loraux jeune                                            |
| 1814        | L'Oriflamme; (in samenwerking met: Rudolphe Kreutzer, Étienne Nicolas Méhul, Ferdinando Paër) | 1 akte  | 1 februari 1814, Parijs, Opéra-Comique                                                                             | Charles-Guillaume Etienne en L.-Pierre-Marie-F. Baour-Lormian                                                    |
| 1816        | Les Dieux rivaux ou Les Fêtes de Cythère; (in samenwerking met: Rudolphe Kreutzer, Louis-Luc Loiseau de Persuis en Gaspare Spontini) | 1 akte  | 21 juni 1816, Parijs, Opéra-Comique                                                                                | Joseph Marie Armand Michel Dieulafoy en C. Brifaut                                                               |
| 1816        | Féodor ou Le Batelier du Don; ook bekend onder de titel: Une jounée du Czar | 1 akte  | 15 oktober 1816, Parijs, Opéra-Comique; onder de titel: Une jounée du Czar 26 oktober 1816, Brussel                | Claparède |
| 1817        | Roger de Sicile ou Le Roi troubadour | 3 aktes | 4 maart 1817, Parijs, Opéra-Comique                                                                                | Jean-Henri Guy                                                                                                   |
| 1820        | Corisandre ou La Rose magique | 3 aktes | 29 juli 1820, Parijs, Opéra-Comique                                                                                | Jacques-Arsène-François-Polycarpe Ancelot en Joseph Xavier Boniface, genoemd: Saintine                           |
| 1821        | Blanche de Provence ou La Cour des fées (in samenwerking met: François-Adrien Boïeldieu en Rudolphe Kreutzer) | 1 akte  | 1 mei 1821, Parijs, Tuileries                                                                                      | Marie-Emmanuel-Guillaume Théaulon de Lambert en E. de Rancé                                                      |
| 1823        | Virginie ou Les Décemvirs | 3 aktes | 11 juni 1823, Parijs, Opéra-Comique                                                                                | Auguste-Felix Désaugiers                                                                                         |
| 1824        | Les Deux Mousquetaires ou La Robe de chambre | 1 akte  | 22 december 1824, Parijs, Opéra-Comique                                                                            | M.-A. Justin-Gensoul en Jean Baptiste Charles Vial                                                               |
| 1825        | Pharamond; (in samenwerking met: François-Adrien Boïeldieu, Rudolphe Kreutzer en Jean-François Lesueur) | 3 aktes | 10 juni 1825, Parijs, Opéra-Comique                                                                                | Jacques-Arsène-François-Polycarpe Ancelot, Pierre-Marie-Thérèse-Alexandre Guiraud en Alexandre Soumet            |
| 1826        | Les Créoles | 3 aktes | 14 oktober 1826, Parijs, Opéra-Comique                                                                             | P.-J.-Louis de Lacour                                                                                            |
| 1827        | Les Petits Appartements | 1 akte  | 9 juli 1827, Parijs, Opéra-Comique                                                                                 | Jean-Albert Imbert, François-Antoine Varnet en Jean-Henri Dupin                                                  |
| 1831        | La Marquise de Brinvilliers; (in samenwerking met andere componisten) | 3 aktes | 31 oktober 1831, Parijs, Opéra-Comique                                                                             | François-Henri-Joseph Castil-Blaze en Eugène Scribe                                                              |

#### Balletten
| Voltooid in | titel                    | aktes   | première | libretto | choreografie |
| ----------- | ------------------------ | ------- | -------- | -------- | ------------ |
| 1811        | L’enlèvement des Sabines | 3 aktes |          |          |              |
| 1812        | L’enfant prodigue        | 3 aktes |          |          |              |
| 1815        | L’heureux retour         | 1 akte  |          |          |              |

### Vocale muziek
- 1793 Strophes sur le dévouement des citoyens, voor zang en contrabas
- 1794 Gaîté patriotique, voor zang en contrabas - tekst: F. Pilet

## Publicaties
- Henri Montan Berton: Traité d'harmonie. 1814.
- Henri Montan Berton: Dictionnaire des accords. 1815, 4 volumes.
- Henri Montan Berton: De la musique mécanique et de la musique philosophique. 1826.
- Henri Montan Berton: Epître à une célèbre compositeur François-Adrien Boïeldieu. 1829.